# 旅石駅
旅石駅（たびいしえき）は、かつて福岡県糟屋郡須恵町旅石にあった日本国有鉄道（国鉄）香椎線(貨物)旅石支線の貨物駅（廃駅）である。路線の廃線に伴い、1960年（昭和35年）12月15日に廃駅となった。部内資料等には旅石(貨)駅と記され、貨物専用駅と判る様にされていた。

## 歴史
海軍炭鉱の旅石第六坑の開坑に伴い、石炭を輸送するために博多湾鉄道が旅石支線の延長を出願して設置された。

### 年表
- 1915年（大正4年）3月11日：旅石（貨物）支線開通で、貨物専用の駅として、旅石(貨)駅開業[1]。
- 1942年（昭和17年）9月19日：陸上交通事業調整法で戦時合併に伴い、西日本鉄道糟屋線（貨物）旅石支線の駅となる[1]。
- 1944年（昭和19年）5月1日：戦時買収により運輸通信省が継承し、省線香椎線（貨物）旅石支線の駅となる[1]。
- 1949年（昭和24年）：日本国有鉄道が設立され、国鉄香椎線（貨物）旅石支線の駅となる。
- 1960年（昭和35年）12月15日：香椎線（貨物）旅石支線の志免 - 旅石間の廃線に伴い、旅石(貨)駅が廃止される[1][3][4]。

## 跡地
線路跡を含めて主に町道へ転用された一部の敷地は、海軍炭鉱の硬山の敷地と共に県立須恵高校の敷地に転用されて居る。付近には国鉄～JRの寝台列車のリネンを扱って居た｢九州鉄道リネンサービス㈱｣等の国鉄～JR関連会社が所在する等、曾て国鉄の駅が所在して居た証拠が、2004年現在存在して居る。

## 隣の駅
日本国有鉄道
香椎線（貨物）旅石支線
志免駅 - 旅石(貨)駅